# Antoine Guichenot

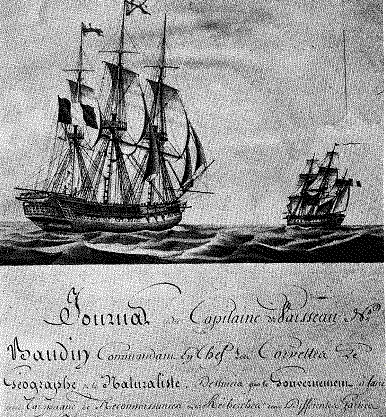
Le Géographe et Le Naturaliste

Antoine Guichenot, orthographié Guichenault dans le livre de Péron (né le 27 octobre 1783 à Paris, paroisse Saint-Médard,, et décédé le 20 février 1868 aux Couëts, commune de Bouguenais), est un jardinier français.

## Famille
Son père est pourvoyeur des jardins du Roy et sa mère, directrice du service des graines.

## Biographie

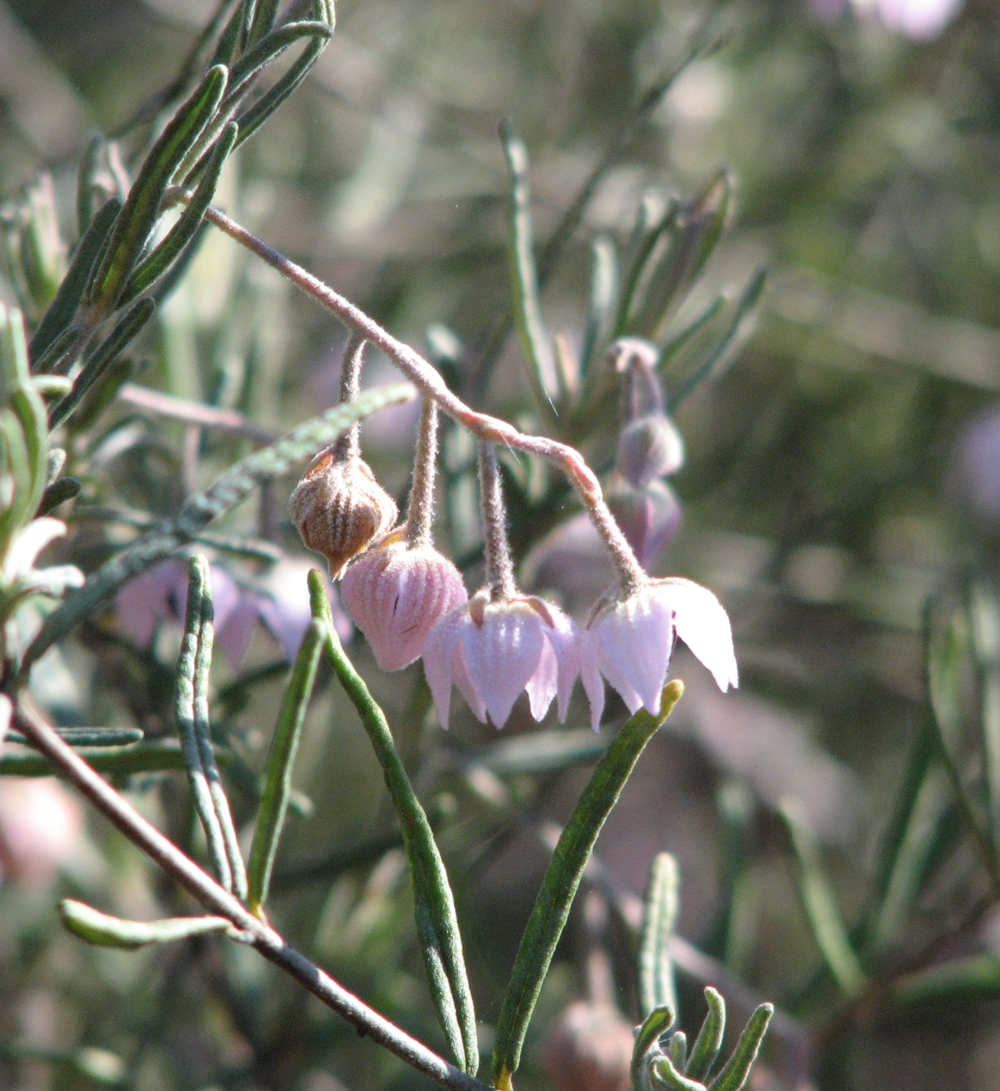
Vue d'un specimen de Guichenotia ledifolia

Il est élève jardinier au Jardin des plantes de Paris.
Il participe en tant que garçon jardinier à l'expédition vers les Terres australes que commanda Nicolas Baudin au départ du Havre à compter du 19 octobre 1800. Il embarque à bord du Géographe. Le jeune homme avait une mauvaise orthographe et peu de connaissance en botanique au début; mais les annotations dans leurs journaux des différents savants et du commandant Baudin laissent entendre qu'il travaillait durement et qu'il avait de la bonne volonté à collecter le plus de plantes possible, plus même que le botaniste en chef Leschenault. Il les cataloguait avec soin. Il était en tant que garçon jardinier placé sous les ordres d'Anselme Riedlé (mort de dysenterie en octobre 1801) avec trois autres jardiniers. Leschenault est débarqué à Timor en avril 1803 pour cause de maladie. Guichenot est donc le seul spécialiste de botanique à avoir survécu à ce voyage d'exploration scientifique, au retour de l'expédition à Lorient en mars 1804.
Son nom a été donné à la pointe Guichenault, ainsi qu'à l'espèce Guichenotia, endémique d'Australie.
Il repart en 1817 pour une autre expédition avec le capitaine Louis de Freycinet.

## Distinctions honorifiques
- Décoration du Lys le 23 novembre 1814[4].